# Ponto cheio

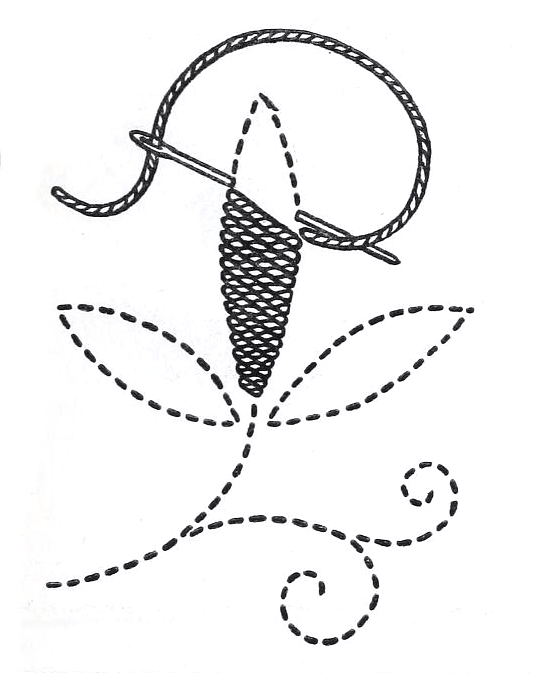
Execução do ponto cheio

O Ponto cheio é um ponto de bordado do tipo reto considerado como um dos mais importantes pontos de bordado. Há basicamente dois tipos de pontos cheio: o ponto cheio plano e o ponto cheio com relevo, o ponto cheio plano também é chamado Damasco, Ponto longo, Au passé, Point perlé, Point passé e Passé.

## Utilização
O ponto cheio é de técnica simples mas requer habilidade para manter os pontos regulares e dentro do espaço definido. Há variedades de pontos cheios:
- Ponto matiz

Conhecido também como ponto de bordado, ponto plumagem, ponto sombreado e ponto tijolo quando utilizado em desenhos geométricos.
- Ponto cheio matizado

É utilizado para misturar cores e assim se obter nuances suaves. A primeira carreira é feita como o ponto cheio mas nas seguintes a extremidade duperior de cada ponto deve ficar situada entre a base de dois pontos da carreira anterior.
- Ponto de folha ou Ponto folha

Embora frequentemente usado para preencher folhas e pétalas, é de grande utilidade para bordas se os pontos forem confeccionados com um tamanho uniforme.

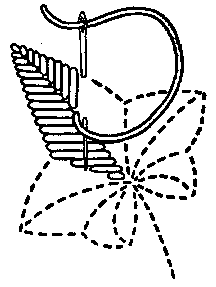
Execução do ponto de folha
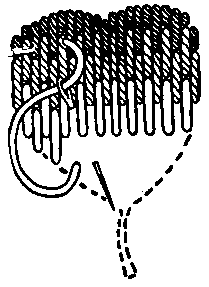
Execução do ponto matiz

## Execução

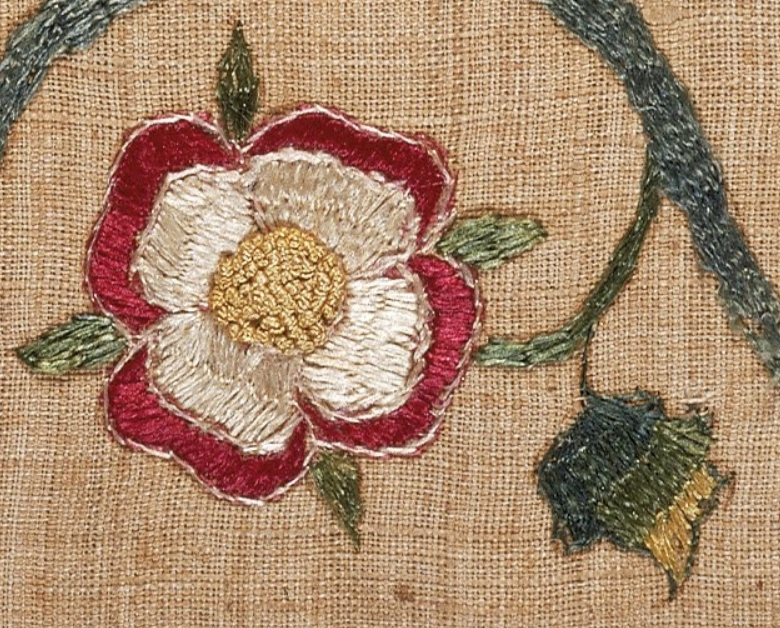
Detalhe de um tecido de amostras de pontos de 1771.
As bordas das pétalas em ponto cheio, a parte interna das pétalas em ponto cheio matizado, o contorno em ponto haste e o miolo da flor é coberto de nós francês

Devem ser bordados com pontos retos, lado a lado e bem unidos, para um efeito de relevo pode se fazer  pontos de alinhavo ou pontos de cadeia antes do ponto, evite fazer pontos muito longos para que não sejam puxados para fora de lugar. Antes de executar o ponto, se usar um fio com mais de um cabo é importante pentear os fios para que fiquem lado a lado, a medida que os fios ficarem gastos é preciso trocar de fio e a agulha deve ver passada verticalmente no tecido.